# Tilemachos Karakalos
Tilemachos Karakalos, född 1866 i Dimitsána, död 15 juni 1951, var en grekisk fäktare.
Karakalos blev olympisk silvermedaljör i sabel vid sommarspelen 1896 i Aten.